# Фоча (субрегион)
Фоча (серб. Субрегија Фоча) — субрегион в рамках региона Источно-Сараево в Республике Сербской, входящей в Боснию и Герцеговину.

## География
Субрегион Фоча расположен на востоке страны, занимая юго-восточную часть региона Источно-Сараево. Административным центром региона является город Фоча.
Субрегион включает 2 общины (серб. општина):
- община Фоча — г. Фоча;
- община Чайниче — г. Чайниче (серб. Чајниче).

Географически также выделяется Требинско-Фочанский регион (серб. Требињско-фочанска регија), к которому относят все 7 общин региона Требине и ряд общин региона Источно-Сараево, в частности, община Калиновик и все 2 общины субрегиона Фоча.

## Население
| община  | серб.   | 1991 г. | 2013 г. | центр (город) | 1991 г. | 2013 г. |
| ------- | ------- | ------- | ------- | ------------- | ------- | ------- |
| Фоча    | Фоча    | 35491   | 19811   | г. Фоча       | 14335   | 12334   |
| Чайниче | Чајниче | 8956    | 5449    | г. Чайниче    | 3152    | 2401    |
| всего   |         | 44447   | 25260   |               |         |         |